# Wellness
Il termine wellness è un'estensione ed evoluzione del concetto di fitness sviluppatosi agli inizi degli anni ottanta. Questo concetto è nato da un cambio di paradigma che da un approccio basato unicamente sulla componente biologica, incentrata sull'assenza di malattia e sullo stato di salute fisica, ha portato ad uno che includesse anche le componenti psicosociali, garantendo una visione del benessere più completa.
Le nozioni alla base del termine condividono le stesse radici del movimento della medicina alternativa, nei movimenti del XIX secolo negli Stati Uniti e in Europa che cercavano di ottimizzare la salute e di considerare l'intera persona, come Nuovo Pensiero, Cristianesimo scientista e Lebensreform.
Il wellness si riferisce ad una filosofia di vita che pone il benessere della persona al centro dell'attenzione, proponendo attività motoria, esercizio fisico individualizzato, sedute di mental training e strategie di rilassamento che, combinate con un'alimentazione e uno stile di vita corretti, favoriscono uno stato di benessere ed equilibrio psicofisico. Per raggiungere un livello di wellness ottimale è fondamentale praticare attività fisica, al fine di contrastare efficacemente lo sviluppo di patologie cronico-degenerative (cardiovascolari, metaboliche e respiratorie) e prevenirne l'insorgenza, ma anche agire sui principali fattori di rischio (fumo di sigaretta, ipertensione, consumo di alcol, dieta scorretta, obesità, sedentarietà, ridotta attività fisica, ecc...).
Il termine benessere è stato anche usato impropriamente per interventi sanitari pseudoscientifici.

## Descrizione
Le due caratteristiche principali dell'approccio del wellness all'attività fisica sono indubbiamente equilibrio e moderazione. Ogni attività proposta deve essere infatti adeguata alle capacità e alle caratteristiche dei soggetti che le praticano e priva di aspetti stressanti e/o traumatici, che spesso le discipline sportive comportano: ragion per cui, di norma, questa tipologia di strategia conservativa non possiede alcuna controindicazione rilevante. Nella società odierna, inoltre, lo stress e in generale la vita frenetica sono ormai diventati delle vere e proprie regolarità per la stragrande maggioranza degli individui. Basti pensare allo stile di vita delle persone nelle 24 ore quotidiane, caratterizzato da velocità, pressione, competizione, insicurezza nel lavoro, disponibilità costante alla moderna telecomunicazione, insomma da un sovraccarico di stimoli e multi-tasking nei diversi ruoli che vengono quotidianamente svolti. Tutto ciò comporta inevitabilmente stati di stress fisici, psicologici e sociali che possono causare l’insorgenza e/o il peggioramento di molte patologie e che risulta necessario contrastare; a tal proposito, i comportamenti e le strategie mirate al wellness rappresentano degli obiettivi molto importanti da perseguire.
Il termine wellness si è diffuso nel mondo contemporaneamente alla consapevolezza che la società attuale espone le persone a stati di stress fisici e psicologici che sono all'origine di molte patologie. Il wellness ha come primo obiettivo proporre comportamenti virtuosi nelle attività motorie, nell'alimentazione e nella "manutenzione" del proprio stato emotivo.
Riguardo alla condizione fisica il wellness comprende:
- Un complesso di attività cardiovascolari da eseguire ad intensità adeguata all'età e alla condizione generale del soggetto (camminata, corsa, ciclismo, nuoto...)
- Esercizi di resistenza mirati al miglioramento della capacità di forza neuromuscolare e al tono muscolare (corpo libero, sovraccarichi, macchinari...)
- Esercizi volti all’incremento della flessibilità muscolare e tendinea, della mobilità articolare e della capacità di equilibrio e coordinazione (power yoga, pilates, ginnastica dolce...)
- Esercizi per indurre uno stato di rilassamento generale (esercizi di respirazione, stretching, yoga...)

Fanno parte della sfera del wellness anche tutte le attività di relax e rigenerazione tipicamente offerte nelle SPA oggi sempre più frequentemente integrate nei centri sportivi di alto livello e soprattutto un'educazione all'alimentazione sana ed equilibrata.
L’Organizzazione Mondiale della Sanità (OMS) ha inoltre evidenziato quanto risulti importante essere attivi fisicamente ad ogni età e con ogni abilità, al fine di garantire un elevato livello di salute e benessere bio-psico-sociale. Secondo le linee guida dell’OMS gli adulti e gli anziani dovrebbero svolgere una quantità di attività fisica cardiovascolare di moderata intensità tra i 150 e i 300 minuti settimanali o di intensità vigorosa tra i 75 e i 150, oppure combinazioni di queste modalità; sono anche raccomandati esercizi di potenziamento muscolare almeno 2 volte a settimana, esercizi quotidiani di flessibilità ed esercizi multicomponente (attività aerobica, rinforzo muscolare, equilibrio) 3 volte a settimana. I bambini ed adolescenti, invece, dovrebbero raggiungere i 60 minuti di movimento quotidiano durante l’arco della settimana e svolgere attività fisica aerobica di moderata-elevata intensità ed esercizi di rinforzo muscolare almeno 3 volte a settimana.